# Kinoteka (kino w Warszawie)

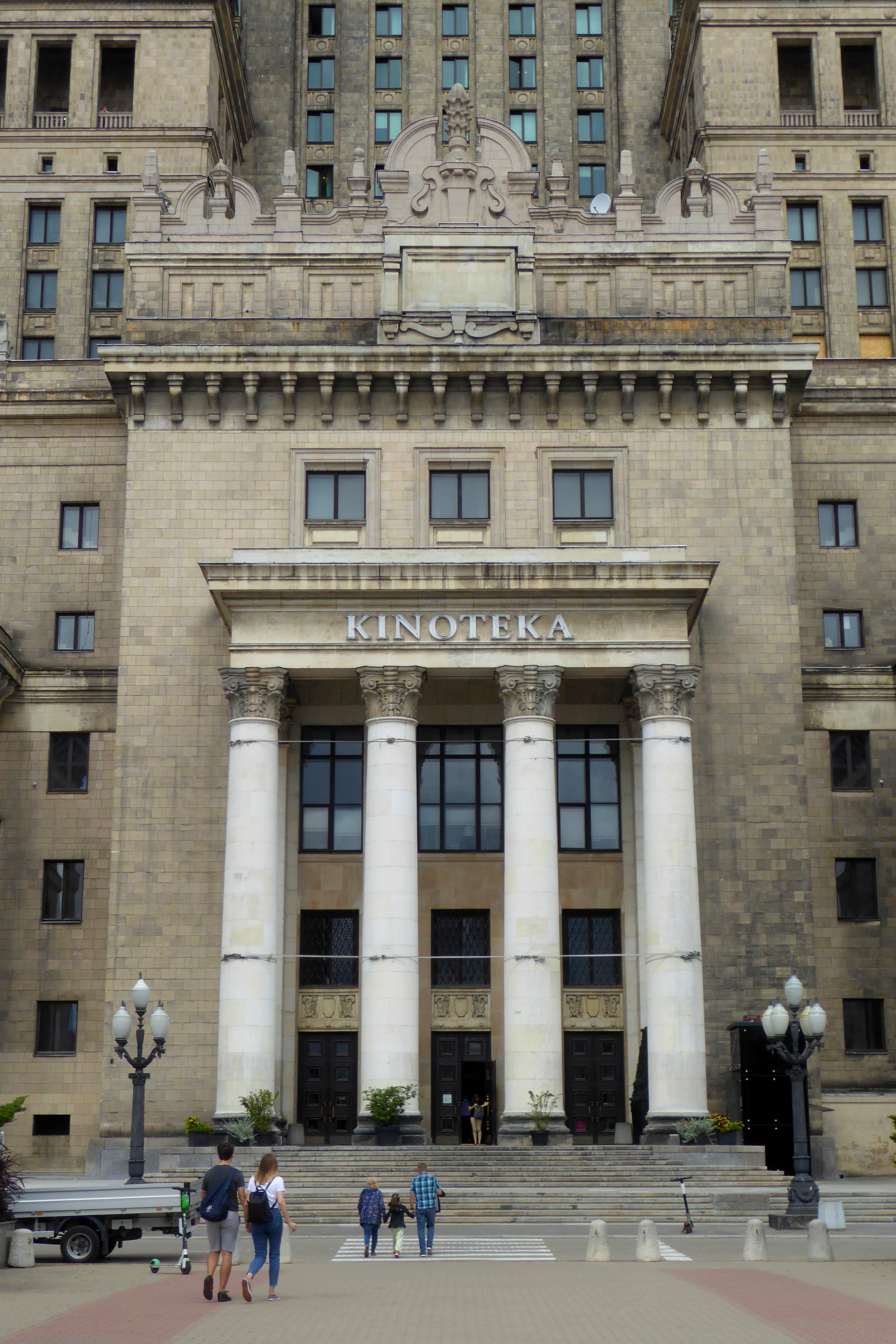
Wejście do Kinoteki (2019)

Kinoteka – wielosalowe kino studyjne zlokalizowane w Pałacu Kultury i Nauki przy placu Defilad 1 w Warszawie.

## Opis
Kino powstało w 2001 r. w miejscu, w którym kiedyś znajdowały się sale kin „Przyjaźń”, „Wiedza“ i „Młoda Gwardia”. Socrealistyczny styl budynku wpływa również na wystrój samego kina, który łączy w sobie tradycję powojennej Warszawy z nowoczesnością. Kino posiada 8 klimatyzowanych i w pełni wyposażonych sal (łącznie 1410 miejsc), kawiarnię, bar kinowy oraz letni ogródek. Repertuar obejmuje zarówno produkcje komercyjne jak i alternatywne. Odbywają się tu również imprezy okolicznościowe, festiwale; m.in. uroczystości rozdania Złotych Kaczek i Złotych Orłów.
W październiku 2020 kino zawiesiło działalność z powodu pandemii COVID-19 oraz zaległości w czynszach wobec spółki miejskiej zarządzającej Pałacem Kultury. W marcu 2021 ogłoszono, że kino przejął nowy właściciel.